# Пойтамоярви
По́йтамоя́рви (фин. Poitamojärvi) — озеро на территории Найстенъярвского сельского поселения Суоярвского района Республики Карелия.
Площадь озера — 1,1 км², площадь водосборного бассейна — 26,9 км². Располагается на высоте 178,7 метров над уровнем моря.
Форма озера лопастная, треугольной формы. Берега каменисто-песчаные, местами заболоченные.
С восточной стороны озера вытекает река Пойтамойоки (фин. Poitamo-oja), впадающая в озеро Ала-Маткалампи (фин. Ala Matkalampi), через которое протекает река Тарасйоки.
В озере расположены три острова различной площади.
Населённые пункты возле озера отсутствуют. Ближайший — посёлок Лахколампи — расположен в 20 км к востоку от озера.
Код объекта в государственном водном реестре — 01040100111102000016764.